# Puig Neulós
El Puig Neulós (en francès pic du Néoulous, adaptació de la pronúncia rossellonesa "puig Neulús") és una muntanya de la serra de l'Albera, de la qual és el pic culminant (1.256 m). És compartit pels municipis de la Jonquera (Alt Empordà), la Roca d'Albera i Sureda (Rosselló, tots dos) i fa de divisòria entre les respectives comarques. La seva carena fou fronterera entre els antics comtats d'Empúries i de Rosselló i, des del Tractat dels Pirineus (1659), ho és entre els estats espanyol i francès.
És situat a l'extrem sud-oest del terme comunal de Sureda, al sud-est del de la Roca d'Albera i al de llevant del terme municipal de la Jonquera. És al nord-est del Roc dels Tres Termes i al nord-oest del Pla de la Tanyereda i del Puig Pregon.
Aquest cim està inclòs al llistat dels 100 cims de la FEEC. És, a més, un dels destins habituals de les rutes excursionistes de la zona occidental de la Serra de l'Albera, de la qual és el cim culminant.

## Toponímia
Puig Neulós és un nom català que s'ha conservat tal com està en francès. Procedent del podi llatí, Puig significa “puy” i designa un cim o muntanya arrodonida. Neulós és anàleg al francès “nébuleux” en el sentit de “cobert de núvols”. Un esment d'aquest cim el trobem en un text de l'any 1322 en forma llatina Podio Nebuloso, que té el mateix significat4.
Els mapes IGN donen o bé puig Neulós1, o bé la forma lleugerament francesa pic Neulos5. També trobem a la literatura la forma francesa corresponent a la pronunciació nord-catalana: Néoulous.

## Accés[calcitació]
L'accés al cim és més fàcil pel vessant nord, l'obaga de la muntanya, d'administració francesa, on existeix una carretera de muntanya asfaltada des de la Roca d'Albera que porta fins a l'estació repetidora de senyals de televisió i ràdio que hi ha instal·lada i que és visible des de molts punts del Rosselló i de l'Alt Empordà. A partir del coll de l'Ullat, però, aquesta carretera és d'ús restringit, tècnic i militar, i cal continuar a peu.
Pel vessant sud, la solana de la muntanya, d'administració espanyola, cal arribar a Requesens, on menen sengles pistes de muntanya des de Cantallops (en millor estat) i des de la Jonquera. Des de Requesens una altra pista permet l'accés, a peu, a la carena.

## Patrimoni[calcitació]
La riquesa natural de la muntanya és important, amb grans boscúries (sobretot d'alzina surera) que ja foren descrites per autors com Carles Bosch de la Trinxeria, arbres i prats afectats per la força de la tramuntana. Les aigües, amb nombroses rieres i fonts, són tributàries de la riera d'Anyet (conca de la Muga) i del riu Rom (conca del Tec). La població de vaca de l'Albera, que pastura en llibertat, també hi és destacada i explica l'existència d'un tancat a la carena de la muntanya. El vessant sud és una reserva protegida en el marc del Paratge Natural d'Interès Nacional de l'Albera.
L'ocupació humana és antiga, amb presència de monuments megalítics sobretot en el vessant meridional de la muntanya. Des de l'època medieval, el santuari de Requesens i el castell de Requesens, situats al mateix sector, són referents emblemàtics tant per a empordanesos com per a rossellonesos. Prop del cim, al vessant sud, hi ha també un interessant pou de glaç.
Al pic hi ha un monument piramidal, fet de pedres de la zona, dit la Torre d'en Manel. L'original fou construït per Manel Costa a finals del segle xix, però fou derruït arran de la instal·lació de l'estació de comunicacions. Més tard hi ha estat restituït.
Les vistes des del pic del puig Neulós, si la meteorologia no fa honor a la seva etimologia, són espectaculars, amb les planes del Rosselló i de l'Alt Empordà esteses als seus peus fins al mar, el Canigó a una banda, els cims de l'Albera a l'altra i la muntanya de Requesens a sota mateix.